# Walstraat (Doetinchem)
De Walstraat is een straat in de Nederlandse stad Doetinchem. De straat begint bij de Kampoeniestraat, volgt de loop van de vroegere stadswal tot aan de Heezenstraat en gaat dan over in de Nieuwstad. De enige zijstraat van de Walstraat is de Catharinastraat met daaraan het Catharinaplein.
In de straat bevinden zich vijf huizen die in 1910 werden gebouwd voor "het Gasthuis fonds". Dit fonds is voortgekomen uit het al in 1424 bestaande gasthuis van Doetinchem. Het complex is aangewezen als gemeentelijke monument.

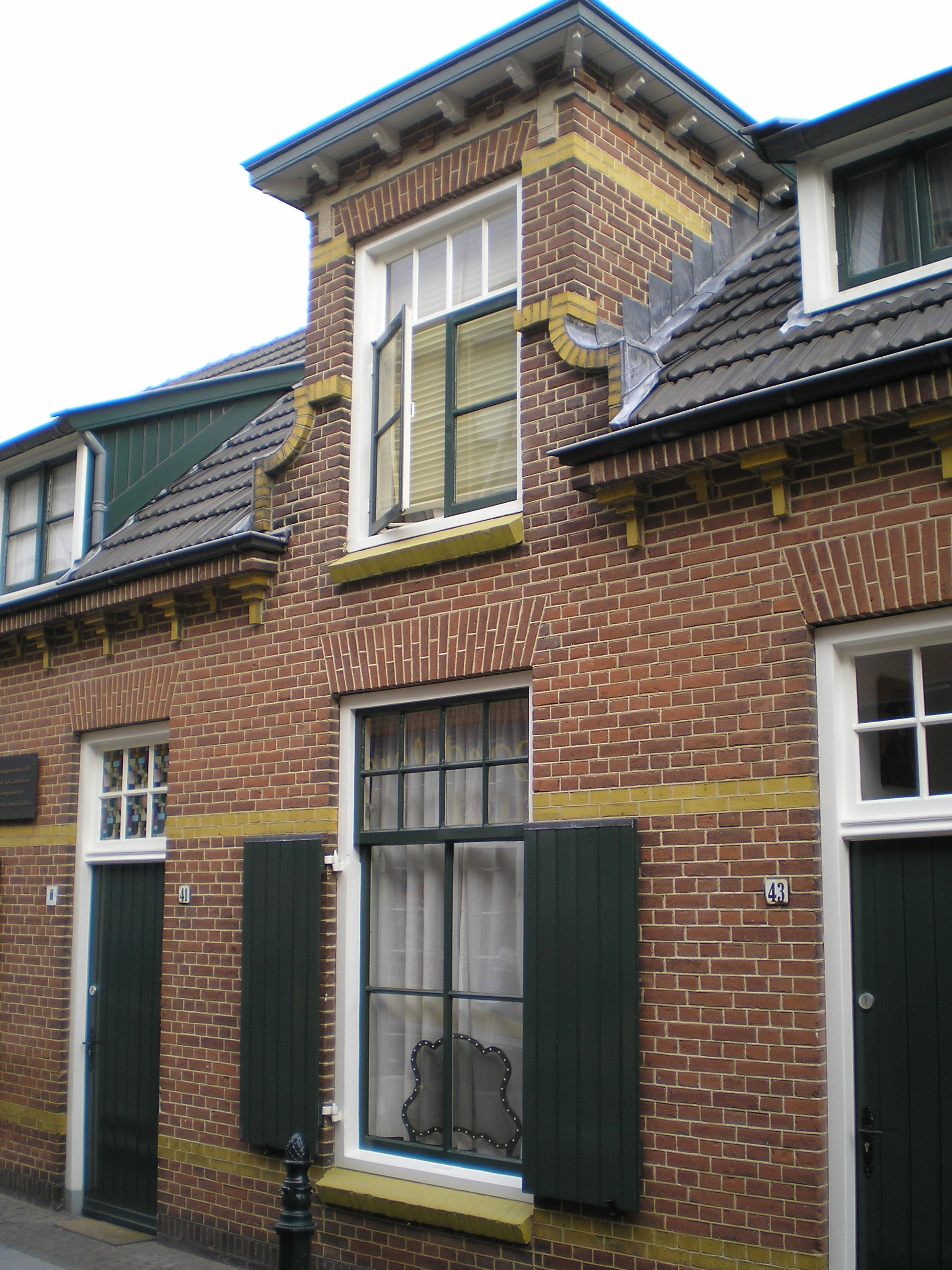
Gasthuiswoning
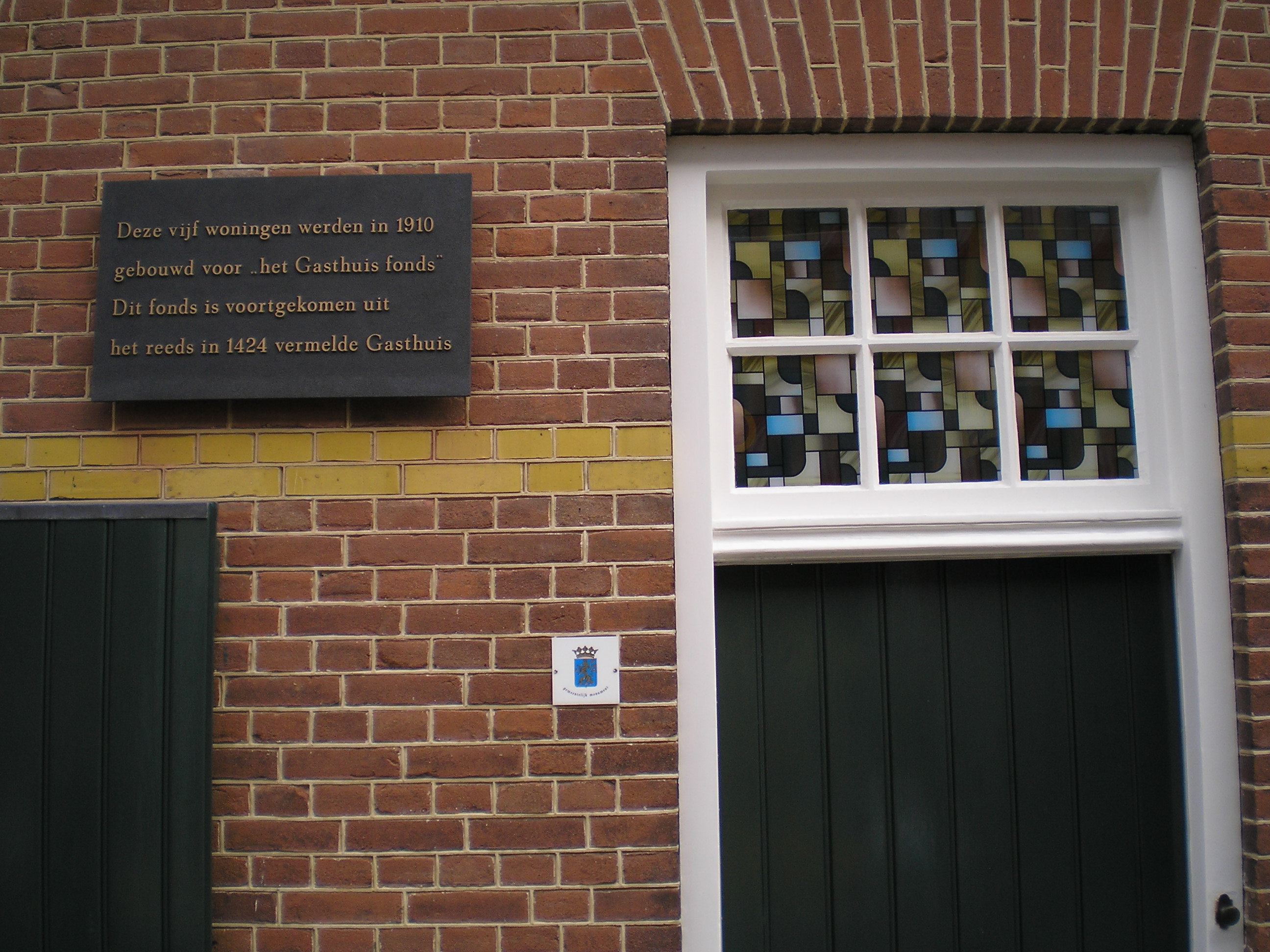
Herinneringstekst
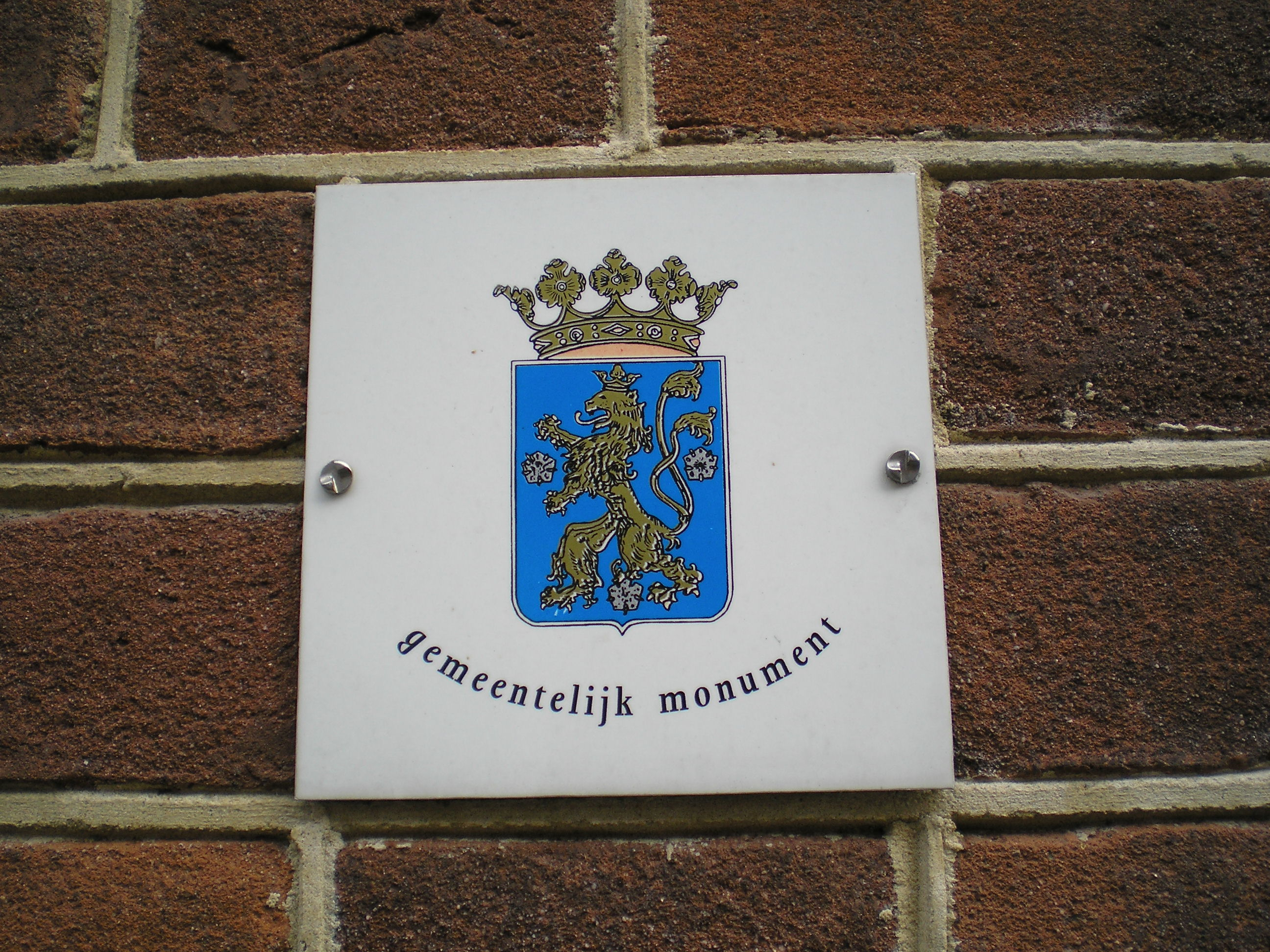
Monumentenschildje